# 모리타 소
모리타 소(일본어: 守田 創, 1992년 5월 14일 ~ )는 일본의 축구 선수이다.

## 구단 경력
그는 2010년부터 2017년까지 J리그의 사간 도스, 그루자 모리오카에서 활동하였다.